# Groupe de Brauer
En mathématiques, le groupe de Brauer, nommé d'après Richard Brauer, constitue l'espace classifiant des algèbres centrales simples sur un corps commutatif k donné, pour une certaine relation d'équivalence. On munit cet espace d'une structure de groupe abélien en l'identifiant à un espace de cohomologie galoisienne.

## Construction du groupe de Brauer
Une algèbre centrale simple sur un corps commutatif k, est une algèbre associative de dimension finie A, qui n'admet aucun idéal bilatère non trivial (simplicité), et dont le centre est k (centralité). Par exemple, le corps des nombres complexes forme une algèbre centrale simple sur lui-même, mais pas sur le corps des nombres réels, la propriété de centralité étant en défaut. En revanche, l'algèbre des quaternions d'Hamilton est une algèbre centrale simple sur le corps des nombres réels.
On forme le produit tensoriel de deux algèbres A et B en définissant une multiplication sur le produit tensoriel d'espaces vectoriels A ⊗ B, en étendant par bilinéarité la définition (a⊗b)(c⊗d) = ac⊗bd. Un produit tensoriel de deux algèbres centrales simples est une algèbre centrale simple.
La première caractérisation importante des algèbres centrales simples est que ce sont exactement les algèbres A de dimension finie qui deviennent isomorphes à une algèbre de matrices Mn(K) par extension des scalaires à une extension finie K du corps k ; c'est-à-dire en considérant le produit tensoriel {\displaystyle A\otimes _{k}K\simeq M_{n}(K)}. Par ailleurs, le théorème de Wedderburn assure que toute algèbre simple est isomorphe à une algèbre de matrices à coefficients dans un corps (non commutatif) D contenant k, le corps D étant unique à isomorphisme près. On introduit alors la relation suivante : deux algèbres centrales simples A et A' sont équivalentes si et seulement si le même corps D peut être choisi pour les deux dans ce qui précède. Une autre définition équivalente consiste à demander qu'il existe des entiers m et n tels qu'on ait un isomorphisme d'algèbres {\displaystyle A\otimes _{k}M_{m}(k)\simeq A'\otimes _{k}M_{n}(k)}.
Les classes d'équivalence pour cette relation forment alors un groupe abélien pour le produit tensoriel appelé groupe de Brauer. L'inverse d'une classe d'équivalence dont un représentant est A est la classe d'équivalence de l'algèbre opposée Aop (définie avec la même action de K mais en changeant l'opération de multiplication dans . par la relation * définie par : a*b = b.a) ; ceci se montre par le fait que le morphisme qui à a⊗b associe le k-endomorphisme sur A qui à x associe axb définit un isomorphisme entre le produit tensoriel {\displaystyle A\otimes _{k}A'} et un espace de k-endomorphismes, c'est-à-dire un espace de matrices à coefficients dans k, donc trivial dans le groupe de Brauer.

## Exemples
Les groupes de Brauer ont été calculés dans plusieurs situations. 

### Corps algébriquement clos
Le groupe de Brauer d'un corps algébriquement clos est trivial ; en effet, toutes les algèbres centrales simples sont isomorphes à des algèbres de matrices. 

### Corps finis
Le théorème de Wedderburn affirme que les groupes de Brauer des corps finis sont triviaux (il n'y a pas de corps gauche fini). 

### Corps locaux
Le groupe de Brauer de ℂ est trivial. Le groupe de Brauer Br(ℝ) du corps ℝ des nombres réels est un groupe cyclique d'ordre 2, engendré par la classe du corps des quaternions de Hamilton. Le produit dans le groupe de Brauer est basé sur le produit tensoriel : l'énoncé que ℍ est d'ordre deux dans le groupe de Brauer est équivalent à l'existence d'un isomorphisme de ℝ-algèbres de dimension 16 :
Si K est un corps local non archimédien de caractéristique 0 (de manière équivalente K est un corps p-adique) alors son groupe de Brauer est isomorphe à ℚ/ℤ. L'isomorphisme associe à une algèbre centrale simple la classe de l'inverse de son degré ; en particulier une algèbre associative sur un tel corps K est uniquement déterminée par son degré (par exemple il n'y a qu'une algèbre de quaternions non ramifiée sur K).

### Corps de nombres
Les résultats sont ensuite appliqués aux corps globaux, c'est l'approche cohomologique de la théorie des corps de classes. Plus précisément, le groupe de Brauer Br(K) d'un corps global K est donné par la suite exacte
où la somme du milieu porte sur toutes les complétions (archimédiennes et non archimédiennes) de K. Le théorème de Albert-Brauer-Hasse-Noether est le résultat local-global que constitue l'injectivité du morphisme de gauche. Le groupe ℚ/ℤ sur la droite est en fait le « groupe de Brauer » de la formation de classes des classes d'idèles associées à K. 
Dans la théorie générale, le groupe de Brauer est exprimé par des groupes de cohomologie :
où ks est la clôture séparable du corps k.
Une généralisation en géométrie algébrique, due à Grothendieck, constitue la théorie des algèbres d'Azumaya.